# Vespa pratensis
Vespa pratensis är en getingart som beskrevs av Geoffroy 1785. Vespa pratensis ingår i släktet bålgetingar, och familjen getingar. Inga underarter finns listade i Catalogue of Life.